# Igor Kovacevic
Pour les articles homonymes, voir Kovacevic.
Igor Kovacevic (né le 3 novembre 1988 à Novi Sad) est un joueur français de water-polo évoluant au poste de demi.
Il évolue en club au Cercle des nageurs de Marseille avec lequel il est champion de France à 8 reprises, en 2010, 2011, 2013, 2015, 2016, 2020, 2021 et 2022. Il a auparavant évolué au Vojvodina Novi Sad.
Il est aussi membre de l'équipe de France de water-polo.
Lors de la saison 2018/2019, il devient le premier capitaine d'un club de water-polo français à remporter une coupe d'Europe avec son club, le Cercle des nageurs de Marseille.

## Palmarès

### Cercle des nageurs de Marseille
Champion de France :  2010, 2011, 2013, 2015, 2016, 2020 et 2021.
Coupe de France: 2010, 2011, 2013, 2015, 2016 et 2021, 2022, 2023, 2024, et bientôt 2025. 
Vainqueur de la  LEN Euro Cup 2018/2019
1/4 de finale de la Champions League 2021  

### Équipe deFrance
Participation: 
2016 Championnat d'Europe Belgrade
2016 Jeux olympiques de Rio
2017 Championnat de Monde Budapest 